# Biblioteka Królewska w Warszawie

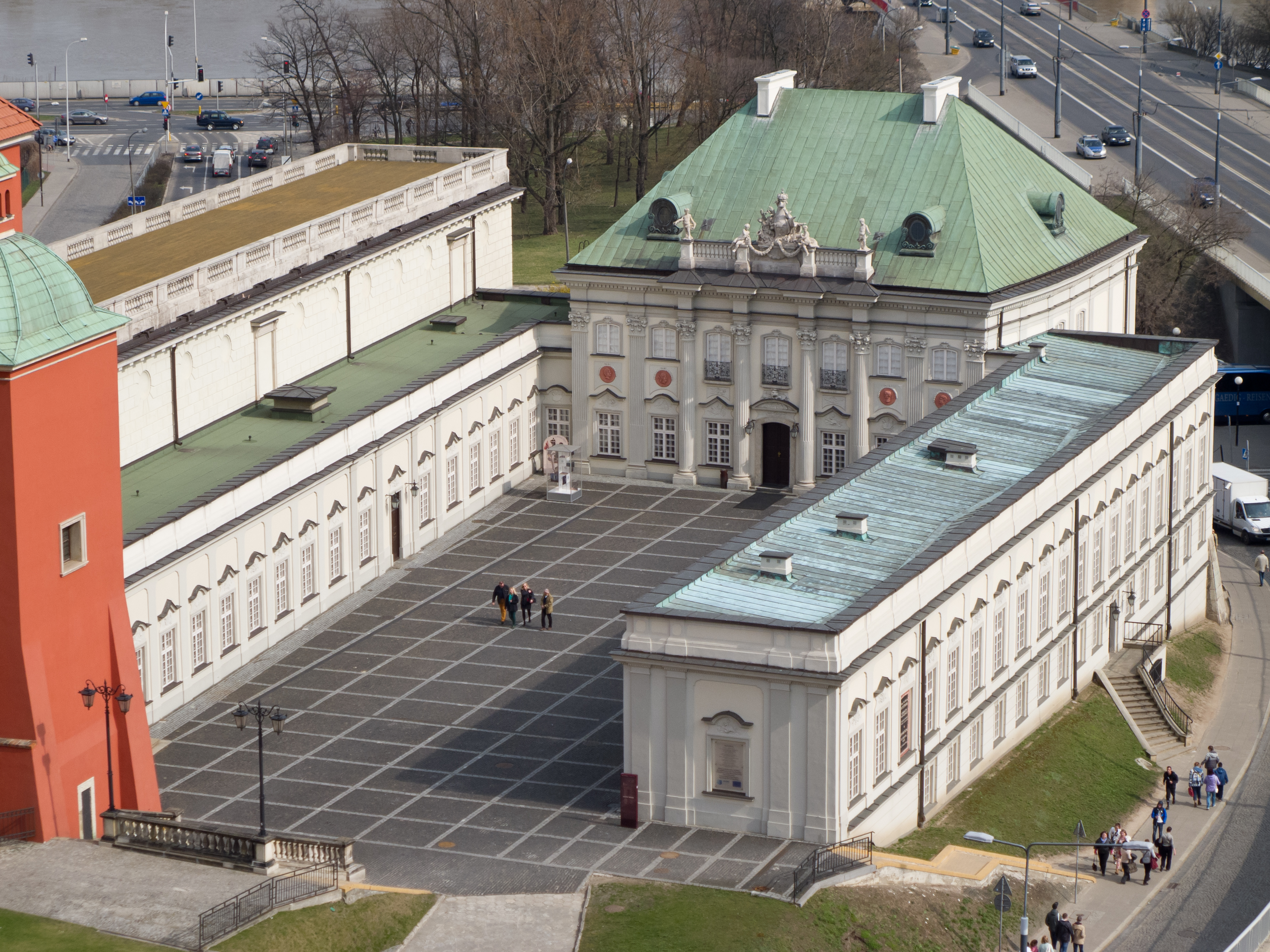
Pałac Pod Blachą i po lewej budynek biblioteki

Biblioteka Królewska – prywatna biblioteka dworska Stanisława Augusta Poniatowskiego.

## Historia powstania biblioteki
Biblioteka powstała w 1764 roku po wprowadzeniu się na Zamek Królewski w Warszawie, nowo wybranego króla polskiego Stanisława Augusta Poniatowskiego. Powstała na bazie prywatnych zbiorów Poniatowskiego oraz zakupionych przez niego innych prywatnych księgozbiorów m.in. Giulianiego, Jana Beniamina Steinhausera, Mateusza Czarnka, Pawła Czempińskiego, Kajetana Ghigiottima. 
W latach 1780–1784 dla potrzeb biblioteki wzniesiono nowy budynek, przylegający do północnego skrzydła pałacu Pod Blachą. Wnętrze biblioteki zaprojektował włoski architekt królewski, Dominik Merlini. Budynek miał 56 metrów długości i 9 metrów szerokości. Z północnej ściany wychodziło piętnaście okien. Na dachu biblioteki mieścił się taras widokowy. Król i jego goście wychodzili na taras z Sali Canaletta.
Po śmierci króla właścicielem zbiorów, zarówno tych znajdujących się w budynku biblioteki, jak i w innych podręcznych bibliotekach w rezydencjach królewskich m.in. w Kozienicach i w Łazienkach, został książę Józef Poniatowski. W 1803 lub w 1809 bibliotekę liczącą 158 tys. tomów (według innych źródeł 15 580 tomów ) oraz instrumenty astronomiczne, matematyczne, medale (54 tys. sztuk), minerały oraz zabytki starożytne za kwotę 25 tysięcy złotych zakupił Tadeusz Czacki. Zostały one przewiezione do Krzemieńca i przekazane do Biblioteki Liceum Krzemienieckiego. Po zamknięciu liceum w 1834, zbiory biblioteki Liceum Krzemienieckiego wraz ze zbiorami biblioteki Poniatowskiego zostały wywiezione do Kijowa, gdzie stały się zalążkiem biblioteki Imperatorskiego Uniwersytetu Kijowskiego św. Włodzimierza.
Biblioteka Królewska jest jedynym ocalałym w czasie II wojny światowej budynkiem w zespole Zamku Królewskiego, a w jej wnętrzu znajduje się oryginalna stanisławowska dekoracja architektoniczna.

## Zbiory biblioteczne

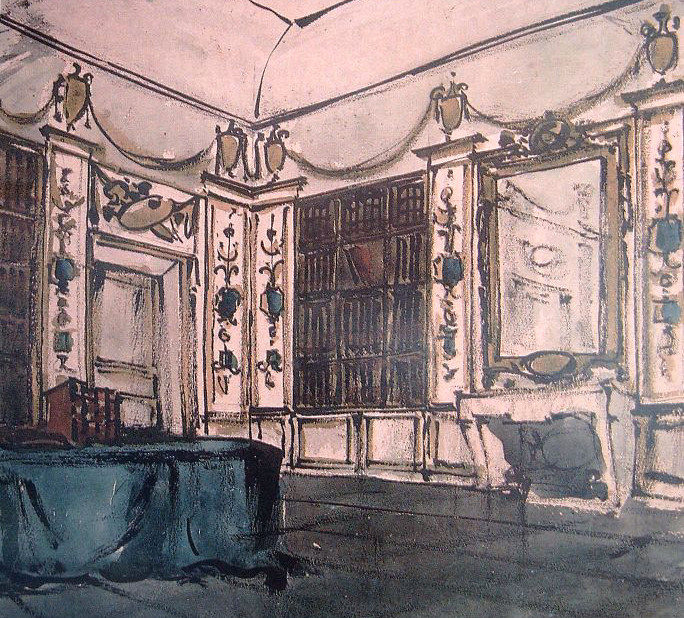
Rysunek biblioteki Stanisława Augusta Poniatowskiego.
J. Łojek Stanisław August Poniatowski i jego czasy

Poniatowski był bibliofilem, miłośnikiem sztuki i mecenasem literatury. Prócz książek zbierał obrazy, monety i medale, przyrządy astronomiczne i meteorologiczne. Przez kolejne 31 lat panowania Poniatowski systematycznie powiększał zbiory skupując książki i rękopisy o tematyce historycznej, geograficznej, kupując mapy, atlasy i globusy. Kolekcję powiększały dary, zakupy oraz stałe prenumeraty. Wartość zgromadzonych dzieł, po śmierci króla, wyceniono na 222354 złp.
Z chwilą założenia biblioteki w 1778 roku, zbiory liczyły ok. 5 tys. woluminów. W 1783 roku, gdy zbiory przeniesiono do Pałacu Pod Blachą liczyły już ok. 7,5 tysiąca woluminów; w 1793 roku około 13 tysięcy woluminów, a pod koniec istnienia biblioteki w latach 1795-1798, jej księgozbiór szacowano na 15-20 tysięcy woluminów. W przeważającej części były to książki obcojęzyczne, tematycznie związane głównie z trzema dyscyplinami: filozofią, literaturą piękną i historią. Wiele książek posiadało stylowe oprawy introligatorskie, wykonane ze skór farbowanych na brązowo, czerwono lub zielono, ozdobione koronkowymi ramkami tłoczonymi złotem z centralnie umieszczonym herbem królewskim, będącym jednocześnie superekslibrisem.
Osobny dział stanowił zbiór albumów, który liczył w 596 tomach 30 000 sztychów i rysunków oraz kilkaset tomów kolekcji rękopisów historycznych i historyczno-literackich. Stanisław August posiadał również zbiory gromadzone w rezydencjach królewskich m.in. w Łazienkach, gdzie znajdowało się 2128 woluminów czy w Kozienicach, gdzie zgromadził 349 tomów głównie z zakresu literatury pięknej: poezja, opisy podróży, romanse i powieści.

## Bibliotekarze
Pierwszym bibliotekarzem w Bibliotece Stanisława Augusta był francuz Józef Duhamel. W latach 1766–1790 funkcję tę pełnił Marek Ludwik Reverdil, który w 1783 roku opracował pierwszy katalog działowy zbiorów. Po jego śmierci, w 1790 roku funkcję bibliotekarza pełnił Jan Chrzciciel Albertrandi. Sporządził on nowy katalog systematyczny zawierający 14 500 dzieł podzielonych na dziesięć działów.

## Archiwum
Stanisław August prowadził zapisy swoich rozmów z wysoko postawionymi gośćmi. Stenografy, na przestrzeni kilkudziesięciu lat, stanowiły bogatą dokumentację jego panowania. Archiwum znajdowało się na Zamku Królewskim w Warszawie a jego kustoszem był Christian Wilhelm Friese, a po nim, od połowy 1794 roku, biskup Jan Albertrandi. Archiwum Stanisława Augusta składało się z około tysiąca oprawnych ksiąg, wiązek papierów, rozmaitych paczek itp. Po wyjeździe Stanisława Augusta w styczniu 1795 roku do Petersburga archiwum uległo podziałowi na cztery części:
- Część pierwsza - około 100 tomów zostało przesłanych do Petersburga, gdzie archiwiści rosyjscy nadali zbiorowi mylną nazwę „Archiwum Królestwa Polskiego”. Na mocy traktatu ryskiego w 1921 roku władze radzieckie zwróciły ten zbiór Polsce.
- Część druga - 152 tek i 133 tomy rękopisów wypożyczył od króla w 1797 roku Tadeusz Czacki a po jego śmierci zbiór trafił do Adama Jerzego Czartoryskiego i dziś znajduje się w Muzeum Czartoryskich w Krakowie.
- Część trzecia - 372 tomy dokumentów otrzymał w depozyt Marcin Badeni. Ten cenny zbiór (dokumenty dotyczące polityki zagranicznej) trafił później do krakowskiej rodziny Popielów. W 1930 władze państwowe odkupiły go i dziś znajduje się w Archiwum Głównym Akt Dawnych w Warszawie.
- Część czwarta zawierała dokumenty dotyczące rządów Stanisława Augusta w pierwszych 10 lat jego panowania. Dokumenty zostały w 1804 roku wywiezione z Polski przez Stanisława Poniatowskiego i ich dalsze losy nie są znane[8].